# Dâmbovicioara
Dâmbovicioara is een Roemeense gemeente in het district Argeș.
Dâmbovicioara telt 949 inwoners.